# Set (Bibel)
Set, auch Seth (hebräisch שֵׁת schet „Ersatz“; arabisch شيث schith, DMG šīṯ) ist eine biblische Gestalt des Alten Testaments und nach Kain und Abel der dritte Sohn von Adam und Eva.

## Die biblische Darstellung
Nach der Tötung Abels und der Vertreibung Kains gebar Eva nach der Genesis (1. Buch Mose) einen dritten Sohn – Adam soll zu dieser Zeit bereits 130 Jahre auf der Erde gelebt haben – und nannte ihn Set (Gen 4,25 ). Im hebräischen Originaltext ist der Name Set (schet) ein Wortspiel mit „gesetzt“ (schat); Set soll Ersatz für Abel sein. Der älteste Sohn des Set heißt Enosch (Gen 5,6–8 ). Ihn soll er im Alter von 105 Jahren gezeugt haben. Es wird berichtet, dass Set anschließend noch viele Söhne und Töchter hatte. Über eine Mutter von Enosch und den anderen Kindern Sets gibt es keine biblischen Angaben. Das Buch der Jubiläen nennt seine Schwester Asura als seine Frau. Im Alter von 912 Jahren stirbt Set.
Set ist ein direkter Vorfahre von Noach (Gen 5,6–29 ; siehe auch 1 Chr 1,1–4 ) und damit, nach dem Bibeltext, der gesamten heutigen Menschheit. So ist er auch in Lk 3,38  bei den Vorfahren Jesu zu finden.
Von Set bis zur Sintflut listet der biblische Bericht neun Generationen auf: Enosch, Kenan, Mahalalel, Jered, Henoch, Methusalem, Lamech und Noach. In Gen 4,26  wird darauf hingewiesen, dass man zu Lebzeiten des Set damit begann, den Namen Gottes, JHWH, anzurufen. Henoch wurde laut Gen 5,24  noch zu Lebzeiten in den Himmel entrückt, und Methusalem erreichte das höchste bekannte Lebensalter einer in der Bibel genannten Person. Daher standen die Nachkommen des Set in der jüdischen und christlichen Tradition generell im Ruf, besonders fromm und gottesfürchtig gewesen zu sein. Allerdings soll laut Gen 6,1–8  die Verbindung der „Gottessöhne“ mit den „Menschentöchtern“ der Anlass für den Zorn Gottes, die Sintflut und die Reduktion des maximalen menschlichen Lebensalters auf 120 Jahre gewesen sein. Hierbei werden die Gottessöhne entweder mit den gefallenen Engeln identifiziert (vgl. z. B. Ijob 1,6 ; Dan 3,92 ) oder mit den frommen Nachkommen Sets, die von den lasterhaften weiblichen Nachkommen des Kain verführt wurden. Aus diesen sündhaften Verbindungen gingen die Nephilim, die Riesen und „Helden der Vorzeit“, hervor.

## Set in den deuterokanonischen und apokryphen Schriften zur Bibel
In der deuterokanonischen Schrift Jesus Sirach wird das Ansehen und die Bedeutung Sets noch hinter die des Adam gesetzt (Sir 49,16 ). Set wird auch in verschiedenen apokryphen Büchern erwähnt. Das Buch der Jubiläen macht Angaben zu seiner Familie: Seine Frau ist seine Schwester Asura. Zwei seiner Kinder sind Enos (siehe Enosch) und Noam.
- In der Himmelfahrt des Jesaja wird er als einer der Gerechten erwähnt, die sich im Himmel befinden (Kapitel IX,28).
- Im Nikodemusevangelium (das auch die „Höllenfahrt Christi“ thematisiert, Kapitel III) erzählt Set in der Unterwelt, wie er für seinen todkranken Vater Adam Öl vom Baum des Erbarmens holen soll, von einem Engel des Herrn aber auf die Ankunft des Messias vertröstet wird (Kapitel XIX).
- Das sogenannte Testament Adams beinhaltet die im Mittelalter bekannte Legende über die drei Samen vom Baum des Lebens, die Set aus dem Paradies holt und dem verstorbenen Adam mit ins Grab gibt. Aus diesen drei Samen sollen dann die Bäume für die drei Kreuze auf Golgatha gewachsen sein.

## Set im Gnostizismus
Bei den Mandäern ist Set als Shith-il (etwa der göttlichen Sphäre zugehöriger Set) bekannt. In den gnostischen Schriften von Nag Hammadi taucht Set teilweise mit christlichem und teilweise mit nicht-christlichem Bezug auf:
- Das Apokryphon des Johannes ist eine alternative Schöpfungsgeschichte, nach der Kain und Abel keine Söhne Adams (aber der Eva) sind, Set dagegen schon.
- In Das Wesen der Archonten wird die Schöpfungsgeschichte der Genesis nacherzählt. Nach dieser Geschichte gebar Eva nach Set noch Norea, also eine Schwester des Set.
- Im Koptischen Ägypterevangelium wird Set in eine ganz zentrale Rolle gestellt, noch deutlich bedeutender als Adam. Nach dieser Schrift ist Jesus Christus letztlich eine Reinkarnation Sets.
- Aus der Schrift Zostrianos lässt sich die zentrale Rolle des Set als Vater des „nichtwankenden“ Menschengeschlechts herauslesen. Siehe dazu auch Die drei Stelen des Set.
- Die Apokalypse des Adam richtet sich an Set; er kommt darin aber nicht weiter vor.

Von Set leitet sich die gnostische Sekte der Sethianer ab. Zur ägyptischen Gottheit Seth besteht keine ursächliche Beziehung, sondern bloße Namensgleichheit.
Siehe auch: Schreibweise biblischer Namen